# Hepstedt
Hepstedt – miejscowość i gmina w Niemczech, w kraju związkowym Dolna Saksonia, w powiecie Rotenburg (Wümme), wchodzi w skład gminy zbiorowej Tarmstedt.

## Współpraca
Miejscowość partnerska:
- Bièvre, Belgia